# Houdini (Eminem)
Houdini è un singolo del rapper statunitense Eminem, pubblicato il 31 maggio 2024 come primo estratto dal dodicesimo album in studio The Death of Slim Shady (Coup de Grâce).

## Antefatti
Il 26 aprile 2024, Eminem annuncia l'arrivo del suo dodicesimo album in studio, The Death of Slim Shady (Coup de Grâce), previsto per l'estate dell'anno stesso. Tre settimane dopo, condivide sui social uno screenshot di un messaggio con riportato "…and for my last trick!" ("... e per il mio ultimo trucco"); la data del messaggio riportava il 31 maggio, suggerendo un possibile singolo in arrivo.
Il 28 maggio, il rapper posta su Instagram un video assieme all' illusionista David Blaine. Il video mostra una chiamata tra Eminem e Blaine, con una breve conversazione tra i due e la frase finale del cantante, "farò scomparire la mia carriera".
Il brano utilizza un sample di Abracadabra della Steve Miller Band del 1982.

## Video musicale
Il video è stato pubblicato in concomitanza al brano sul canale Youtube dell'artista.

## Classifiche

### Classifiche settimanali
| Classifica (2024-25) | Posizione massima |
| -------------------- | ----------------- |
| Arabia Saudita       | 2                 |
| Australia            | 1                 |
| Austria              | 1                 |
| Belgio (Fiandre)     | 7                 |
| Belgio (Vallonia)    | 9                 |
| Bielorussia          | 48                |
| Bulgaria             | 1                 |
| Canada               | 1                 |
| Croazia              | 5                 |
| Danimarca            | 37                |
| Emirati Arabi Uniti  | 2                 |
| Estonia              | 6                 |
| Finlandia            | 4                 |
| Francia              | 37                |
| Germania             | 3                 |
| Grecia               | 2                 |
| Irlanda              | 2                 |
| Islanda              | 1                 |
| Israele              | 20                |
| Italia               | 43                |
| Kazakistan           | 91                |
| Lettonia             | 1                 |
| Libano               | 14                |
| Lituania             | 5                 |
| Lussemburgo          | 1                 |
| Medio Oriente        | 1                 |
| Nordafrica           | 15                |
| Norvegia             | 1                 |
| Nuova Zelanda        | 2                 |
| Paesi Bassi          | 9                 |
| Panama               | 199               |
| Polonia              | 10                |
| Portogallo           | 3                 |
| Regno Unito          | 1                 |
| Repubblica Ceca      | 5                 |
| Romania              | 8                 |
| Russia               | 128               |
| Singapore            | 11                |
| Slovacchia           | 3                 |
| Spagna               | 73                |
| Stati Uniti          | 2                 |
| Sudafrica            | 1                 |
| Svezia               | 3                 |
| Svizzera             | 1                 |
| Ucraina              | 70                |
| Ungheria             | 3                 |

### Classifiche di fine anno
| Classifica (2024) | Posizione |
| ----------------- | --------- |
| Australia         | 32        |
| Austria           | 24        |
| Canada            | 21        |
| Danimarca         | 86        |
| Estonia           | 21        |
| Germania          | 30        |
| Islanda           | 39        |
| Nuova Zelanda     | 31        |
| Paesi Bassi       | 73        |
| Portogallo        | 180       |
| Regno Unito       | 26        |
| Stati Uniti       | 39        |
| Svezia            | 82        |
| Svizzera          | 27        |